# Бульвар Володимира Висоцького
Бульва́р Володи́мира Висо́цького — бульвар у Деснянському районі міста Києва, житловий масив Вигурівщина-Троєщина. Пролягає від вулиці Миколи Закревського до проспекту Червоної Калини.
Прилучається проїзд без назви до бульвару Леоніда Бикова

## Історія
Виник у 1980-ті роки під назвою Бульвар 2-й. Сучасна назва на честь радянського поета, співака та актора Володимира Висоцького — з 1987 року.

## Установи та заклади
- Школа-дитсадок «Верес» (буд. 3а)
- Міжрайонний шкірно-венерологічний диспансер № 2 Деснянського району (буд. 8)